# Evangelio de Mateo

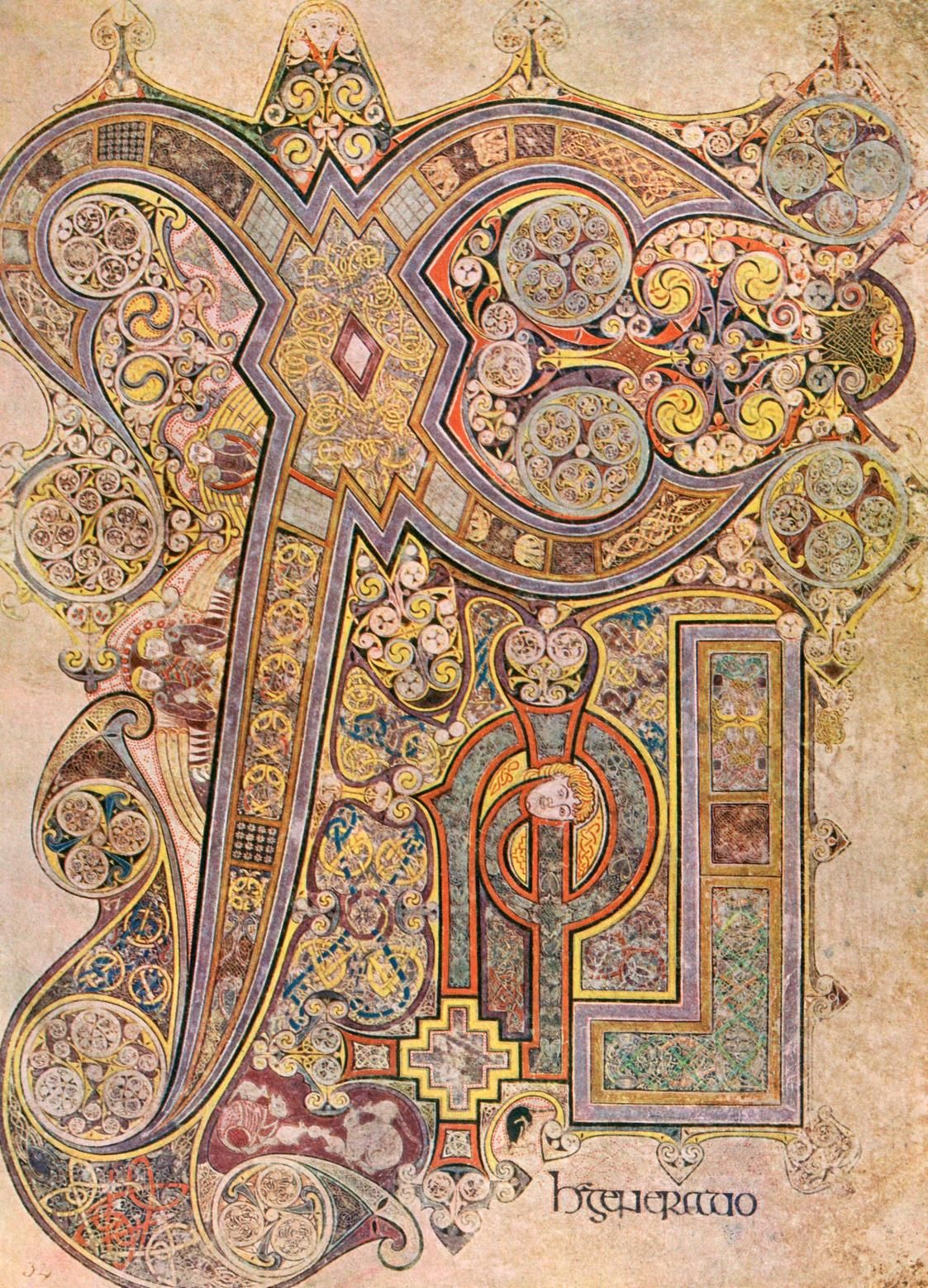
Comienzo del Evangelio de Mateo en el Libro de Kells

El Evangelio de Mateo, abreviado Mt, es el primer libro del Nuevo Testamento y uno de los tres evangelios sinópticos.
Mateo relata que Jesús, como el Mesías de Israel, es rechazado y ejecutado, pronuncia juicio sobre Israel y sus líderes y se convierte en la salvación de los gentiles. El evangelio refleja las luchas y conflictos entre la comunidad del evangelista y los otros judíos, particularmente con su aguda crítica a los escribas y fariseos: antes de la crucifixión se les conoce como israelitas, el título honorífico del pueblo elegido de Dios; después de eso, se llaman simplemente Ioudaioi (judíos), una señal de que a través de su rechazo de Cristo, el «Reino de los Cielos» les ha sido quitado y entregado a la Iglesia. El objetivo de Mateo es demostrarles a los judíos que Jesús era efectivamente el Mesías que tanto habían esperado.
La naturaleza divina de Jesús fue un tema importante para la comunidad mateana, el elemento crucial que separaba a los primeros cristianos de sus compañeros judíos; mientras que Marcos comienza con el bautismo y las tentaciones de Jesús, Mateo se remonta a los orígenes de Jesús, mostrándolo como el Hijo de Dios desde su nacimiento, el cumplimiento de las profecías mesiánicas del Antiguo Testamento. El título «Hijo de David» identifica a Jesús como el Mesías sanador y obrador de milagros de Israel (se usa exclusivamente en relación con los milagros), enviado solo a Israel. Como «Hijo del Hombre» volverá a juzgar al mundo, expectativa que sus discípulos reconocen pero que sus enemigos ignoran. Como «Hijo de Dios», Dios se revela a sí mismo a través de su Hijo, y Jesús demuestra su filiación a través de su obediencia y ejemplo.
La mayoría de los eruditos creen que el Evangelio se compuso entre los años 80 y 90 d. C., con un rango de posibilidades entre los años 70 y 110 d. C.; una fecha anterior a 70 d. C. sigue siendo una opinión minoritaria. La obra no identifica a su autor, y los eruditos modernos rechazan la tradición primitiva que la atribuye al apóstol Mateo. Probablemente era un judío, que se encontraba al margen entre los valores judíos tradicionales y no tradicionales, y estaba familiarizado con los aspectos legales técnicos de las Escrituras que se debatían en su época. Escribiendo en un pulido «griego de sinagoga» semítico, se basó en el Evangelio de Marcos como fuente, además de la colección hipotética de dichos conocida como «fuente Q» (material compartido con Lucas pero no con Marcos) y material exclusivo de su propia comunidad, llamado fuente M o «Mateo especial».

## Composición y marco

### Composición

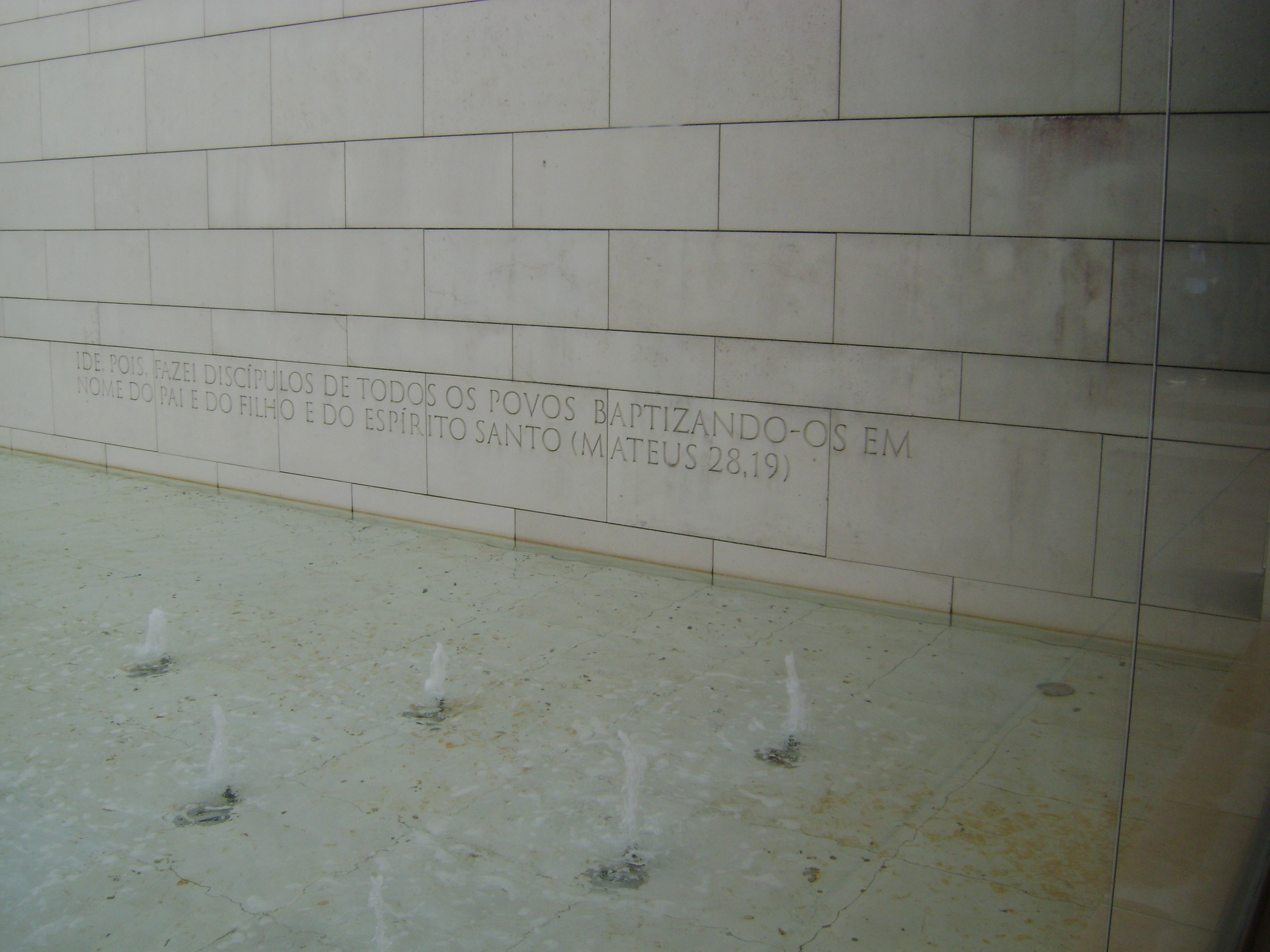
Cita del evangelio de Mateo en la Basílica de la Santísima Trinidad, (Santuario de Fátima), Portugal

Las fuentes de Mateo incluyen el Evangelio de Marcos, la «tradición compartida» llamada Q y el material exclusivo de Mateo, llamado M. El Evangelio en sí no especifica un autor, pero probablemente era un hombre judío, al margen entre los valores judíos tradicionales y no tradicionales, y familiarizado con los aspectos técnicos legales de las Escrituras que se debatían en su tiempo.
La tradición cristiana, que se remonta a Ireneo de Lyon, atribuye su autoría a Mateo, un recaudador de impuestos a quien Jesús llamó para que le siguiera como uno de sus apóstoles (Mateo 9:9-13). Anteriormente, Papías escribió que «Mateo recogió los dichos en la lengua de los hebreos, traduciéndolos cada uno como podía». Orígenes de Alejandría identifica a este Mateo con el publicano del que el mismo Mateo habla en Mateo 9:9. Sin embargo, esto es rechazado por los estudiosos modernos.
La opinión mayoritaria entre los eruditos es que Mateo fue un producto del último cuarto del siglo I. La mayoría también cree que Marcos fue el primer evangelio que se compuso y que tanto Mateo (que incluye unos 600 de los 661 versículos de Marcos) y Lucas se basaron en él como una fuente importante para sus obras. Sin embargo, el autor de Mateo no simplemente copió a Marcos, sino que lo usó como base, enfatizando el lugar de Jesús en la tradición judía e incluyendo otros detalles no cubiertos en Marcos

### Marco
El Evangelio de Mateo es una obra de la segunda generación de cristianos, para quienes el evento definitorio fue la destrucción de Jerusalén y el Templo por los romanos en 70 d. C., en el transcurso de la primera guerra judeo-romana (66-73 d. C.); a partir de ese momento, lo que había comenzado con Jesús de Nazaret como un movimiento mesiánico judío se convirtió en un fenómeno cada vez más gentil que evolucionó con el tiempo hacia una religión separada. La comunidad a la que pertenecía Mateo, como muchos cristianos del siglo I, todavía formaba parte de la comunidad judía más grande: de ahí la designación judeocristiana para describirlos. La relación de Mateo con este mundo más amplio del judaísmo sigue siendo un tema de estudio y controversia, siendo la pregunta principal hasta qué punto, si es que hubo alguno, la comunidad de Mateo se había separado de sus raíces judías.  Ciertamente hubo un conflicto entre el grupo de Mateo y otros grupos judíos, y generalmente se acepta que la raíz del conflicto fue la creencia de la comunidad de Mateo en Jesús como el Mesías e intérprete autorizado de la ley, como alguien resucitado de entre los muertos y dotado de forma única con autoridad divina.
El autor escribió para una comunidad de judeocristianos de habla griega ubicada probablemente en Siria (a menudo se menciona Antioquía, la ciudad más grande de la Siria romana y la tercera más grande del imperio). A diferencia de Marcos, Mateo nunca se molesta en explicar las costumbres judías, ya que su audiencia prevista era judía; a diferencia de Lucas, que remonta la ascendencia de Jesús a Adán, padre de la raza humana, solo la remonta a Abraham, padre de los judíos; de sus tres supuestas fuentes, solamente «M» (el material de su propia comunidad) se refiere a una «iglesia» (ecclesia), un grupo organizado con reglas para mantener el orden; y el contenido de «M» sugiere que esta comunidad era estricta en guardar la Ley judía, sosteniendo que debían sobrepasar a los escribas y a los fariseos en «justicia» (adhesión a la Ley judía). Escribiendo desde dentro de una comunidad judeocristiana que se aleja cada vez más de los demás judíos y se vuelve cada vez más gentil en su membresía y perspectiva, Mateo expresó en su evangelio su visión «de una asamblea o iglesia en la que tanto judíos como gentiles prosperarían juntos».

## Datación
La mayoría de los eruditos creen que el Evangelio se compuso entre los años 80 y 90 d. C., con un rango de posibilidades entre los años 70 y 110 d. C.
La opinión minoritaria, sostenida por algunos eruditos como J. B. Orchand, B. Reicke y J. A. T. Robinson, es que el Evangelio de Mateo se escribió antes del año 70 d. C. Exponen que Mateo no da ningún detalle histórico de la destrucción de Jerusalén, sino que toma todas las imágenes del Antiguo Testamento (Jeremías 21; Zacarías 12; 14; Esdras 9; Salmo 79; Ezequiel 40-48; etc.).
La Escuela bíblica y arqueológica francesa de Jerusalén resumieron así su postura de una datación temprana del evangelio:
[...] ni el (Evangelio de) Mateo griego ni (el Evangelio de) Lucas dejan suponer que la ruina de Jerusalén sea un hecho consumado [...] en cuyo caso se podría retrasar su redacción hasta después de la ruina, hacia el año 80, por ejemplo; o tal vez porque realmente no la conocieron, y entonces habrá que considerar ambos libros anteriores al 70».
John McKenzie señaló que Ireneo de Lyon fue el único entre los escritores primitivos que sugirió una fecha de redacción. Presentó la composición del Evangelio de Mateo como contemporánea de la predicación de Simón Pedro y de Pablo de Tarso en Roma, es decir, antes del año 67. Este dato no puede comprobarse. Como se señaló antes, las razones internas sugieren pero no demuestran una fecha de composición posterior a la caída de Jerusalén en el año 70 d. C. Sin embargo, la familiaridad que el autor demuestra con las costumbres judías de judea obliga a no situar este evangelio demasiado lejos, ni en el tiempo ni en el espacio, del judaísmo palestinense antes de la rebelión judía.
Si este evangelio se escribió después del año 70 d. C, hay buenas razones para pensar que se compuso fuera de Israel. Muchos investigadores sugieren Antioquía de Siria, una ciudad en que el cristianismo judío y el gentil se unieron y mezclaron, y donde las cuestiones en torno a la relación entre el evangelio y la ley fueron probablemente agudas. El material exclusivo del Evangelio de Mateo se explica mejor suponiendo que fue tomado directamente de las tradiciones palestinenses; ello pudo haber sido posible en Siria. A esto se suma que se considera probable que la comunidad de Mateo haya sido expulsada del judaísmo por los rabinos de Yamnia (Iamnia/Yavne) mediante una proscripción llamada birkat hamînîm (ca. 80 d. C.). Esto explicaría las duras polémicas que aparecen en Mateo 23:1-36, que se consideran contra los rabinos de Yamnia. Si se admite que el autor del Evangelio estaba en diálogo con la academia rabínica de Yamnia que se estableció desde el año 75 al 90 d. C., sería razonable fechar el evangelio entre los años 80 y 90 d. C.

## Estructura y contenido
Mateo es único entre los evangelios porque alterna cinco bloques de narrativa con cinco de discurso, marcando cada uno con la frase «Cuando Jesús terminó [...]». Algunos eruditos consideran esto como un plan deliberado para crear un paralelo con los primeros cinco libros del Antiguo Testamento; otros ven una estructura de tres partes basada en la idea de Jesús como Mesías; o un conjunto de lecturas semanales distribuidas a lo largo del año; o ningún plan en absoluto. Davies y Allison, en su comentario ampliamente utilizado, llaman la atención sobre el uso de «tríadas» (el evangelio agrupa las cosas de tres en tres), y R. T. France, en otro comentario influyente, señala el movimiento geográfico de Galilea a Jerusalén y viceversa, con las apariciones posteriores a la resurrección en Galilea como la culminación de toda la historia.
En los capítulos 3 a 11 predominan los materiales distintos al Evangelio de Marcos, mientras que a partir del capítulo 12 se adopta la estructura de dicho evangelio, excepto por los discursos de Jesús intercalados. Los discursos interrumpen el progreso de la acción y se dirigen directamente al lector en el presente, como si fueran "pronunciados desde su 'ventana'". El Proemio tiene una doble función. Por un lado, cuenta cómo comenzó la historia de Jesús; pero también anticipa el desarrollo de toda la historia de Jesús, proporcionando al lector al principio "puntos de vista importantes para la lectura".

### Prólogo: genealogía, Natividad e infancia (Mateo 1-2)
El Evangelio de Mateo comienza con las palabras «Libro de la genealogía [en griego, «Génesis»] de Jesucristo», haciendo eco deliberadamente de las palabras de Génesis 2:4 en el Antiguo Testamento griego. La genealogía cuenta la descendencia de Jesús de Abraham y el rey David y los eventos milagrosos que rodearon su nacimiento virginal, y la narración de la infancia habla de la masacre de los inocentes, la huida a Egipto y el eventual viaje a Nazaret.

### Primera narrativa y discurso (Mateo 3:1-8:1)
La primera sección narrativa comienza cuando Juan bautiza a Jesús y el Espíritu Santo desciende sobre él. Jesús ora y medita en el desierto durante cuarenta días y es tentado por Satanás. Su primer ministerio de palabra y obra en Galilea tiene mucho éxito y conduce al Sermón del Monte, el primero de los discursos. El sermón presenta la ética del reino de Dios, introducida por las Bienaventuranzas («Bienaventurados los [...]»). Concluye con un recordatorio de que la respuesta al reino tendrá consecuencias eternas, y la asombrada respuesta de la multitud conduce al siguiente bloque narrativo.

### Segunda narrativa y discurso (Mateo 8:2-11:1)
Desde las palabras autoritativas de Jesús, el Evangelio se convierte en tres conjuntos de tres milagros entretejidos con dos conjuntos de dos historias de discipulado (la segunda narración), seguidos de un discurso sobre la misión y el sufrimiento. Jesús encarga a los Doce Discípulos y los envía a predicar a los judíos, hacer milagros y profetizar la inminente venida del Reino, ordenándoles que viajen con ligereza, sin bordón ni sandalias.

### Tercera narrativa y discurso (Mateo 11:2-13:53)
La oposición a Jesús llega a un punto crítico con las acusaciones de que sus obras se realizaban mediante el poder de Satanás; Jesús, a su vez, acusa a sus oponentes de blasfemar contra el Espíritu Santo. El discurso es un conjunto de parábolas que enfatizan la soberanía de Dios y concluyen con un desafío a los discípulos para que comprendan las enseñanzas como escribas del reino de los cielos. (Mateo evita usar la santa palabra «Dios» en la expresión «Reino de Dios»; en cambio, prefiere el término «Reino de los cielos», que refleja la tradición judía de no pronunciar el nombre de Dios).

### Cuarta narrativa y discurso (Mateo 13:54-19:1)
La cuarta sección narrativa revela que la creciente oposición a Jesús resultará en su crucifixión en Jerusalén y que, por lo tanto, sus discípulos deben prepararse para su ausencia. Las instrucciones para la Iglesia posterior a la crucifixión enfatizan la responsabilidad y la humildad. Esta sección contiene Mateo 16:13-19, donde Simón (recientemente rebautizado como Pedro; Πέτρος, Petros, que significa «piedra») llama a Jesús «el Cristo, el Hijo del Dios viviente», y Jesús declara que sobre esa «roca» (πέτρα, Petra) construirá su Iglesia. Este pasaje es la base para la justificación del primado de Pedro y la autoridad del papado.
Cabe destacar que, por contrapartida, los exégetas protestantes consideran que cuando Jesús menciona que sobre esta «roca» (πέτρα, Petra) construirá su iglesia, se está refiriendo a la declaración de Pedro de que Jesús es el Cristo el hijo del Dios viviente. En otras palabras, Jesús se está refiriendo a sí mismo como la roca no que Pedro sea la roca.

### Quinta narrativa y discurso (Mateo 19:2-26:1)
Jesús viaja hacia Jerusalén y la oposición se intensifica: los fariseos lo prueban tan pronto como comienza a moverse hacia la ciudad y cuando llega, pronto entra en conflicto con los comerciantes y líderes religiosos del Templo. Enseña en el templo, debatiendo con los principales sacerdotes y líderes religiosos y hablando en parábolas sobre el Reino de Dios y las faltas de los principales sacerdotes y los fariseos. El grupo herodiano también se involucró en un plan para enredar a Jesús (Mateo 22:15-16), pero la respuesta cuidadosa de Jesús a su pregunta: «Dad, pues, a César lo que es de César, y a Dios lo que es de Dios», los deja maravillados por sus palabras (Mateo 22:21-22).
Los discípulos preguntan sobre el futuro, y en su discurso final (el Discurso del Monte de los Olivos) Jesús habla del fin venidero. Habrá falsos Mesías; terremotos y persecuciones; el sol, la luna y las estrellas caerán; pero «esta generación» no pasará antes de que se cumplan todas las profecías. Los discípulos deben prepararse para el ministerio a todas las naciones. Al final del discurso, Mateo señala que Jesús ha terminado todas sus palabras y la atención se centra en la crucifixión.

### Conclusión: Pasión, Resurrección y Gran Comisión (Mateo 26:2-28:20)
Los eventos de la última semana de Jesús ocupan un tercio del contenido de los cuatro evangelios. Jesús entra triunfante en Jerusalén y expulsa a los cambistas del Templo, celebra una última cena, ora para que se evite la agonía venidera (pero concluye «si es posible, pase de mí esta copa; pero no sea como yo quiero, sino como tú»), y es traicionado. Es juzgado por los líderes judíos (el Sanedrín) y ante Poncio Pilato, y Pilato se lava las manos para indicar que no asume la responsabilidad. Jesús es crucificado como rey de los judíos, burlado por todos. Tras su muerte hay un terremoto, el velo del Templo se rasga y los santos se levantan de sus tumbas. María Magdalena y otra María descubren la tumba vacía, custodiada por un ángel, y Jesús mismo les dice que les digan a los discípulos que lo encuentren en Galilea.
Después de la resurrección, los discípulos restantes regresan a Galilea, «al monte donde Jesús les había ordenado», donde él viene a ellos y les dice que «Toda potestad me es dada en el cielo y en la tierra». Él ordena la Gran Comisión: «Por tanto, id, y haced discípulos a todas las naciones, bautizándolos en el nombre del Padre, y del Hijo, y del Espíritu Santo; enseñándoles que guarden todas las cosas que os he mandado». Jesús estará con ellos «hasta el fin del mundo».

## Teología

### Cristología
La cristología es la doctrina teológica de Cristo, «las afirmaciones y definiciones de la humanidad y deidad de Cristo». Hay una variedad de cristologías en el Nuevo Testamento, aunque con un solo centro: Jesús es la figura en la que Dios ha actuado para la salvación de la humanidad.
Mateo ha tomado sus textos cristológicos clave de Marcos, pero a veces ha cambiado las historias que encontró en Marcos, dando evidencia de sus propias preocupaciones. El título «Hijo de David» identifica a Jesús como el Mesías sanador y obrador de milagros de Israel (se usa exclusivamente en relación con los milagros), y el Mesías judío es enviado solo a Israel. Como «Hijo del Hombre», volverá a juzgar al mundo, hecho que sus discípulos reconocen pero que sus enemigos ignoran. Como «Hijo de Dios», se le llama Emmanuel (Dios con nosotros) (Mateo 1:23), Dios revelándose a sí mismo a través de su hijo, y Jesús demostrando su filiación a través de su obediencia y ejemplo.

### Relación con los judíos
La principal preocupación de Mateo era que la tradición judía no se perdiera en una Iglesia que se estaba volviendo cada vez más gentil. Esta preocupación se encuentra detrás de las frecuentes citas de las escrituras judías, la evocación de Jesús como el nuevo Moisés junto con otros eventos de la historia judía, y la preocupación de presentar a Jesús cumpliendo, no destruyendo, la Ley. Mateo debe haber sido consciente de la tendencia a distorsionar la enseñanza de la ley de Pablo que ya no tiene poder sobre el cristiano del Nuevo Testamento en antinomianismo, y abordó el cumplimiento de Cristo de lo que los israelitas esperaban de «la Ley y los profetas» en un sentido escatológico, en que él era todo lo que el Antiguo Testamento había predicho en el Mesías.
Se ha interpretado que el Evangelio refleja las luchas y los conflictos entre la comunidad del evangelista y los otros judíos, particularmente con su aguda crítica a los escribas y fariseos. Antes de la crucifixión, los judíos eran llamados israelitas, el título honorífico del pueblo escogido de Dios; después, se les llama Ioudaioi (judíos), una señal de que, por su rechazo del Cristo, el «Reino de los cielos» les ha sido quitado y entregado a la Iglesia.
Según comenta Ireneo hacia 150 d. C., el evangelio de Mateo era el único utilizado por la comunidad judeocristiana de los ebionitas.

## Comparación con otros escritos

### Desarrollo cristológico
La naturaleza divina de Jesús fue un tema importante para la comunidad mateana, el elemento crucial que los distinguía de sus compañeros judíos. Los primeros conocimientos de esta naturaleza crecieron a medida que se escribían los evangelios. Antes de los evangelios, ese entendimiento se enfocaba en la revelación de Jesús en su resurrección como Dios, pero los evangelios reflejan un enfoque ampliado extendido hacia atrás en el tiempo. El Evangelio de Marcos relata revelaciones anteriores en la vida de Jesús en la tierra, en su bautismo y transfiguración. Mateo y Lucas se remontan aún más atrás, mostrando a Jesús como el Hijo de Dios desde su nacimiento. Mateo, más que todos los demás evangelios, identifica cómo su venida a la tierra fue el cumplimiento de muchas profecías del Antiguo Testamento. Finalmente, Juan llama a Jesús «el Verbo», preexistente desde antes de la creación, y así antes de todos los tiempos.
Mateo es una reinterpretación creativa de Marcos, enfatizando las enseñanzas de Jesús tanto como sus actos, y haciendo cambios sutiles para enfatizar su naturaleza divina: por ejemplo, el «joven» de Marcos que aparece en la tumba de Jesús se convierte en «un ángel radiante» en Mateo. Las historias de milagros en Marcos no demuestran la divinidad de Jesús, sino que confirman su condición de emisario de Dios (que era el entendimiento de Marcos sobre el Mesías).

### Cronología
Existe un amplio desacuerdo entre la cronología entre Mateo, Marcos y Lucas (por un lado) y la de Juan (por el otro): los cuatro están de acuerdo en que el ministerio público de Jesús comenzó con un encuentro con Juan el Bautista; pero Mateo, Marcos y Lucas siguen esto con un relato de enseñanza y curación en Galilea, luego un viaje a Jerusalén donde hay un incidente en el Templo, que culmina con la crucifixión en el día de la fiesta de la Pascua. Juan, por el contrario, sitúa el incidente del Templo muy temprano en el ministerio de Jesús, tiene varios viajes a Jerusalén y pone la crucifixión inmediatamente antes de la festividad de la Pascua, el día en que los corderos para la comida de la Pascua se sacrificaban en el Templo.